# Mongaillardia aeoliana
Mongaillardia aeoliana är en kvalsterart som först beskrevs av Bernini 1979.  Mongaillardia aeoliana ingår i släktet Mongaillardia och familjen Amerobelbidae. Inga underarter finns listade i Catalogue of Life.